# Родриго Гоеш
Родриго Силва де Гоеш (на португалски: Rodrygo Silva de Goes), по-известен като Родриго е бразилски футболист играещ като нападател за испанския Реал Мадрид.

## Клубна кариера

### Сантош
Роден в град Озаско, Сао Пауло, Родриго се присъединява към младежката формация на Сантош през 2011 г. на десет годишна възраст като първоначално се присъединява към футзалния отбор. През март 2017 г., е извикан за първия отбор в Перу за Копа Либертадорес срещу Спортинг Кристал.
На 21 юли 2017 г. Родриго подписа първия си професионален договор, след като се съглася на пет годишен договор до 2022 година. Прави своя дебют в Серия А на 4 ноември 2017 г., като късна смяна на Бруно Енрике при победата с 3:1 срещу отбора на Атлетико Минейро. На 25 януари 2018 г. отбеляза първия си гол за Сантош в последните минути на мача при победата с 2:1 като гости над Понте Прета на турнира Кампеонато Паулиста.
Родриго прави своя дебют за Копа Либертадорес на 1 март 2018 г. влизайки като смяна при загубата с 2:0 срещу Реал Гарсиласо, на възраст 17 години и 50 дни като по този начин става най-младият играч на Сантос появил се в игра на този турнир. Две седмици по-късно вкара първия си гол в турнира при победа с 3:1 срещу отбора на Насионал, на възраст 17 години, два месеца и шест дни като така се превръща в най-младия бразилец, който отбелязва гол в турнира.
На 14 април 2018 г. отбелязва първия си гол в Серия А при домакинската победа с 2:0 срещу Сеара. На 3 юни отбелязва своя първи хеттрик при победата с 5:2 срещу Витория Баия.

### Реал Мадрид
На 15 юни 2018 г. Реал Мадрид постига споразумение със Сантош за трансфера на Родриго, като играчът ще се присъедини към испанския отбор през юни 2019 г. и ще подпише до 2025 година. Сумата за правата на играча е в размер на 45 млн. евро, като Сантош ще прибере 40 млн. евро и 80% от неговите права, а играча ще получи 5 млн. евро и ще запази 20% от правата си.

## Национален отбор
На 30 март 2017 г. е повикан в Бразилия до 17 г. за турнира „Montaigu“. Прави дебюта си в шампионата, като отбеляза и гол при загубата от Дания до 17 г. с 2:1, а няколко дни по късно отбелязва още два гола срещу отборите на Камерун до 17 г. и САЩ до 17 г..
На 7 март 2018 г. е извикан в Бразилия до 20 г., но 6 дни по късно е извикан обратно в клубния си отбор Сантош от президента на клуба.